# Kontinental Hockey League 2015-2016
La stagione 2015-2016 è l'8ª edizione della Kontinental Hockey League. La stagione regolare prese il via il 24 agosto 2015 con la Kubok Otkrytija. Il numero di squadre rimane invariato a 28, con l'abbandono di una squadra e il ritorno di un'altra formazione. Rispetto alla stagione precedente il calendario della stagione regolare rimane invariato, con un numero totale di gare fissato a 60. Il KHL All-Star Game ebbe luogo il 23 gennaio 2016 presso il VTB Ledovij dvorec di Mosca. A conquistare il titolo fu per la seconda volta in tre stagioni il Metallurg Magnitogorsk, il quale trionfò in Gara 7 contro il CSKA Mosca.

## Squadre partecipanti
- Admiral
- Ak Bars Kazan’
- Amur Chabarovsk
- Avangard Omsk
- Avtomobilist
- Barys Astana
- CSKA Mosca
- Dinamo Minsk
- Dinamo Mosca
- Dinamo Riga
- Jokerit
- Jugra C.-M.
- Lada Togliatti
- Lok. Jaroslavl’

- Magnitogorsk
- Medveščak
- Metallurg Novok.
- Neftechimik
- Salavat Julaev
- Severstal’
- Sibir’ Novosibirsk
- SKA Pietroburgo
- Slovan Bratislava
- Soči
- Spartak Mosca
- Torpedo N. Novg.
- Traktor Čeljabinsk
- Vitjaz’ Podol’sk

## Pre-season

### Junior Draft
Il KHL Junior Draft 2015 fu il settimo draft organizzato dalla Kontinental Hockey League, e si tenne il 24 maggio 2015 presso il VTB Ledovyj dvorec di Mosca. Furono selezionati in totale 133 giocatori, e la prima scelta fu l'attaccante russo Artëm Mal'cev, selezionato dal Soči.

### Modifiche
Rispetto all'ultimo campionato fu modificata la formula della Kubok Otkrytija, competizione che sancisce l'inizio della stagione regolare. Al posto della finalista sconfitta nell'edizione del 2015 fu invitata la squadra vincitrice della Coppa Kontinental, trofeo per la miglior squadra al termine della stagione regolare. L'inizio del campionato venne anticipato al mese di agosto per permettere alla nazionale russa di allenarsi prima in vista dei campionati mondiali del 2016 organizzati proprio in Russia.
Per quanto riguarda le formazioni iscritte alla stagione 2015-2016 lo Spartak Mosca annunciò il proprio ritorno in KHL dopo aver sofferto dei guai finanziari che lo videro costretto ad autoretrocedersi in Vysšaja Chokkejnaja Liga. Sempre per problemi finanziari il presidente della KHL Dmitrij Černyšenko annunciò nell'estate del 2015 che l'Atlant Mytišči non avrebbe preso parte alla stagione successiva.

## Stagione regolare

### Kubok Otkrytija
La stagione regolare prese il via il 24 agosto 2015 con l'ottava edizione della Kubok Otkrytija, competizione disputata dai detentori della Coppa Gagarin e della Coppa Kontinental. Si contesero il titolo lo SKA San Pietroburgo, squadra campione in carica, e il CSKA Mosca, detentore della Coppa Kontinental. La sfida fu vinta dal CSKA per 4-3 all'overtime.
| San Pietroburgo 24 agosto 2015, ore 19:30 UTC+4 | SKA San Pietroburgo | 3 – 4 (d.t.s.) (0-0; 2-2; 1-1) referto | CSKA Mosca | Palazzo del ghiaccio (12.276 spett.) |

### Classifiche
= Qualificata per i playoff,       = Vincitore della Conference,       = Vincitore della Kubok Kontinenta, ( ) = Posizione nella Conference

#### Western Conference
Divizion Bobrova
|    |                       | PG | V  | VOT | SOT | S  | GF  | GS  | PT  |
| -- | --------------------- | -- | -- | --- | --- | -- | --- | --- | --- |
| 1. | Jokerit (2)           | 60 | 38 | 5   | 3   | 14 | 163 | 87  | 108 |
| 2. | SKA Pietroburgo (6)   | 60 | 31 | 5   | 5   | 19 | 167 | 140 | 100 |
| 3. | Slovan Bratislava (8) | 60 | 21 | 11  | 4   | 24 | 154 | 148 | 89  |
| 4. | Dinamo Minsk (9)      | 60 | 20 | 7   | 9   | 24 | 147 | 168 | 83  |
| 5. | Medveščak (10)        | 60 | 19 | 6   | 9   | 26 | 144 | 172 | 78  |
| 6. | Spartak Mosca (11)    | 60 | 20 | 5   | 7   | 28 | 139 | 172 | 77  |
| 7. | Dinamo Riga (12)      | 60 | 17 | 8   | 8   | 27 | 129 | 151 | 75  |

Divizion Tarasova
|    |                       | PG | V  | VOT | SOT | S  | GF  | GS  | PT  |
| -- | --------------------- | -- | -- | --- | --- | -- | --- | --- | --- |
| 1. | CSKA Mosca (1)        | 60 | 38 | 5   | 3   | 14 | 163 | 87  | 127 |
| 2. | Lok. Jaroslavl’ (3)   | 60 | 37 | 6   | 2   | 15 | 155 | 94  | 125 |
| 3. | Soči (4)              | 60 | 30 | 4   | 10  | 16 | 175 | 149 | 108 |
| 4. | Dinamo Mosca (5)      | 60 | 27 | 8   | 8   | 17 | 167 | 126 | 105 |
| 5. | Torpedo N. Novg. (7)  | 60 | 23 | 10  | 11  | 16 | 163 | 137 | 100 |
| 6. | Vitjaz’ Podol’sk (13) | 60 | 17 | 8   | 3   | 32 | 129 | 166 | 70  |
| 7. | Severstal’ (14)       | 60 | 12 | 8   | 6   | 34 | 124 | 167 | 58  |

#### Eastern Conference
Divizion Charlamova
|    |                         | PG | V  | VOT | SOT | S  | GF  | GS  | PT  |
| -- | ----------------------- | -- | -- | --- | --- | -- | --- | --- | --- |
| 1. | Magnitogorsk (2)        | 60 | 25 | 13  | 2   | 20 | 180 | 138 | 103 |
| 2. | Ak Bars Kazan’ (5)      | 60 | 25 | 6   | 9   | 20 | 143 | 127 | 96  |
| 3. | Avtomobilist (7)        | 60 | 21 | 9   | 11  | 19 | 145 | 158 | 92  |
| 4. | Neftechimik (8)         | 60 | 20 | 7   | 12  | 21 | 130 | 135 | 86  |
| 5. | Traktor Čeljabinsk (10) | 60 | 17 | 12  | 8   | 23 | 132 | 151 | 83  |
| 6. | Jugra C.-M. (11)        | 60 | 19 | 6   | 3   | 32 | 120 | 178 | 72  |
| 7. | Lada Togliatti (13)     | 60 | 17 | 5   | 8   | 30 | 120 | 153 | 69  |

Divizion Černyšëva
|    |                        | PG | V  | VOT | SOT | S  | GF  | GS  | PT  |
| -- | ---------------------- | -- | -- | --- | --- | -- | --- | --- | --- |
| 1. | Avangard Omsk (1)      | 60 | 27 | 6   | 13  | 14 | 156 | 120 | 106 |
| 2. | Sibir’ Novosibirsk (3) | 60 | 24 | 12  | 9   | 15 | 155 | 133 | 105 |
| 3. | Salavat Julaev (4)     | 60 | 29 | 5   | 4   | 22 | 179 | 156 | 101 |
| 4. | Admiral (6)            | 60 | 25 | 8   | 4   | 23 | 157 | 163 | 95  |
| 5. | Barys Astana (9)       | 60 | 21 | 8   | 6   | 25 | 167 | 184 | 85  |
| 6. | Amur Chabarovsk (12)   | 60 | 17 | 6   | 6   | 31 | 112 | 143 | 69  |
| 7. | Metallurg Novok. (14)  | 60 | 13 | 1   | 14  | 32 | 128 | 191 | 55  |

### Statistiche

#### Classifica marcatori
La seguente lista elenca i migliori marcatori al termine della stagione regolare.

| Giocatore         | Squadra         | PG | G  | A  | Pt | +/- | MP |
| ----------------- | --------------- | -- | -- | -- | -- | --- | -- |
| Sergej Mozjakin   | Magnitogorsk    | 57 | 32 | 35 | 67 | +11 | 0  |
| Aleksandr Radulov | CSKA Mosca      | 53 | 23 | 42 | 65 | +28 | 73 |
| Brandon Bochenski | Barys Astana    | 60 | 20 | 41 | 61 | +16 | 48 |
| Vadim Šipačëv     | SKA Pietroburgo | 57 | 17 | 43 | 60 | -8  | 63 |
| Linus Omark       | Jokerit         | 60 | 18 | 39 | 57 | +12 | 40 |
| Matt Ellison      | Dinamo Minsk    | 54 | 26 | 29 | 55 | -10 | 54 |
| Danis Zaripov     | Magnitogorsk    | 60 | 22 | 32 | 54 | +9  | 26 |
| Nigel Dawes       | Barys Astana    | 55 | 31 | 22 | 53 | +15 | 16 |
| Justin Azevedo    | Ak Bars Kazan’  | 59 | 17 | 36 | 53 | +6  | 26 |
| Jan Kovář         | Magnitogorsk    | 58 | 20 | 32 | 52 | +7  | 61 |

#### Classifica portieri
La seguente lista elenca i migliori portieri al termine della stagione regolare.
| Giocatore          | Squadra                   | PG | Min     | V  | S | OTS | GS | SO | Sv%  | MGS  |
| ------------------ | ------------------------- | -- | ------- | -- | - | --- | -- | -- | ---- | ---- |
| Il'ja Sorokin      | Dinamo Minsk              | 28 | 1638:53 | 17 | 7 | 4   | 29 | 10 | .953 | 1.06 |
| Aleksej Murygin    | Lok. Jaroslavl’           | 34 | 1962:29 | 22 | 8 | 3   | 37 | 13 | .954 | 1.45 |
| Stanislav Galimov  | CSKA Mosca Ak Bars Kazan’ | 28 | 1669:11 | 18 | 6 | 4   | 42 | 7  | .938 | 1.51 |
| Viktor Fasth       | CSKA Mosca                | 20 | 1122:04 | 13 | 4 | 1   | 31 | 3  | .921 | 1.66 |
| Aleksandr Erëmenko | Dinamo Mosca              | 23 | 1392:08 | 11 | 4 | 7   | 41 | 2  | .936 | 1.77 |

## Playoff

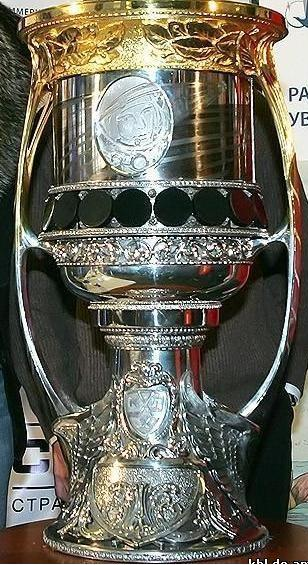
Il trofeo della Kubok Gagarina

Al termine della stagione regolare le migliori 16 squadre del campionato si qualificarono per i playoff. Il CSKA Mosca si aggiudicò la Kubok Kontinenta avendo ottenuto il miglior record della lega con 127 punti. I campioni di ciascuna Divizion conservarono il proprio ranking per l'intera durata dei playoff, mentre le altre squadre furono ricollocate nella graduatoria dopo il primo turno.

### Tabellone playoff
In ciascun turno la squadra con il ranking più alto si sfidò con quella dal posizionamento più basso, usufruendo anche del vantaggio del fattore campo. Nella finale della Coppa Gagarin il fattore campo fu determinato dai punti ottenuti in stagione regolare dalle due squadre. Ciascuna serie, al meglio delle sette gare, seguì il formato 2–2–1–1–1: la squadra migliore in stagione regolare avrebbe disputato in casa Gara-1 e 2, (se necessario anche Gara-5 e 7), mentre quella posizionata peggio avrebbe giocato nel proprio palazzetto Gara-3 e 4 (se necessario anche Gara-6). I playoff iniziarono a partire dal 21 febbraio 2016.
|  | Quarti di finale Conference | Quarti di finale Conference                      | Quarti di finale Conference |   |                      | Semifinali Conference | Semifinali Conference | Semifinali Conference |                    |                    | Finali Conference  | Finali Conference  | Finali Conference  |  |  | Finale Coppa Gagarin | Finale Coppa Gagarin | Finale Coppa Gagarin |
|  |                             |                                                  |                             |   |                      |                       |                       |                       |                    |                    |                    |                    |                    |  |  |                      |                      |                      |
|  | 1                           | Avangard Omsk                                    | 4                           |   |                      | 1                     | Avangard Omsk         | 3                     |                    |                    |                    |                    |                    |  |  |                      |                      |                      |
|  | 8                           | Neftechimik                                      | 0                           |   |                      | 4                     | Salavat Julaev        | 4                     |                    |                    |                    |                    |                    |  |  |                      |                      |                      |
|  |                             |                                                  |                             |   |                      |                       |                       |                       |                    |                    |                    |                    |                    |  |  |                      |                      |                      |
|  | 2                           | Metallurg Mg                                     | 4                           |   |                      |                       |                       |                       | Eastern Conference | Eastern Conference | Eastern Conference | Eastern Conference | Eastern Conference |  |  |                      |                      |                      |
|  | 2                           | Metallurg Mg                                     | 4                           |   |                      |                       |                       |                       | Eastern Conference | Eastern Conference | Eastern Conference | Eastern Conference | Eastern Conference |  |  |                      |                      |                      |
|  | 7                           | Avtomobilist                                     | 2                           |   |                      |                       |                       |                       |                    |                    |                    |                    |                    |  |  |                      |                      |                      |
|  | 7                           | Avtomobilist                                     | 2                           |   |                      |                       |                       |                       |                    | 4                  | Salavat Julaev     | 1                  |                    |  |  |                      |                      |                      |
|  |                             |                                                  |                             |   |                      |                       |                       |                       |                    | 4                  | Salavat Julaev     | 1                  |                    |  |  |                      |                      |                      |
|  |                             | 2                                                | Metallurg Mg                | 4 |                      |                       |                       |                       |                    |                    |                    |                    |                    |  |  |                      |                      |                      |
|  | 3                           | 2                                                | Metallurg Mg                | 4 | Sibir' Novosibirsk   | 4                     |                       |                       |                    |                    |                    |                    |                    |  |  |                      |                      |                      |
|  | 3                           |                                                  |                             |   | Sibir' Novosibirsk   | 4                     |                       |                       |                    |                    |                    |                    |                    |  |  |                      |                      |                      |
|  | 6                           | Admiral Vladivostok                              | 1                           |   |                      |                       |                       |                       |                    |                    |                    |                    |                    |  |  |                      |                      |                      |
|  | 6                           | Admiral Vladivostok                              | 1                           |   |                      |                       |                       |                       |                    |                    |                    |                    |                    |  |  |                      |                      |                      |
|  |                             |                                                  |                             |   |                      |                       |                       |                       |                    |                    |                    |                    |                    |  |  |                      |                      |                      |
|  |                             |                                                  |                             |   |                      |                       |                       |                       |                    |                    |                    |                    |                    |  |  |                      |                      |                      |
|  | 4                           | Salavat Julaev                                   | 4                           |   | 2                    | Metallurg Mg          | 4                     |                       |                    |                    |                    |                    |                    |  |  |                      |                      |                      |
|  | 4                           | Salavat Julaev                                   | 4                           |   | 2                    | Metallurg Mg          | 4                     |                       |                    |                    |                    |                    |                    |  |  |                      |                      |                      |
|  | 5                           | Ak Bars Kazan'                                   | 3                           |   |                      | 3                     | Sibir' Novosibirsk    | 1                     |                    |                    |                    |                    |                    |  |  |                      |                      |                      |
|  | 5                           | Ak Bars Kazan'                                   | 3                           |   |                      |                       |                       |                       |                    | E2                 | Metallurg Mg       | 4                  |                    |  |  |                      |                      |                      |
|  |                             | (Accoppiamenti ristabiliti dopo il primo turno.) |                             |   |                      |                       |                       |                       |                    | E2                 | Metallurg Mg       | 4                  |                    |  |  |                      |                      |                      |
|  |                             | W1                                               | CSKA Mosca                  | 3 |                      |                       |                       |                       |                    |                    |                    |                    |                    |  |  |                      |                      |                      |
|  | 1                           | W1                                               | CSKA Mosca                  | 3 | CSKA Mosca           | 4                     |                       |                       | 1                  | CSKA Mosca         | 4                  |                    |                    |  |  |                      |                      |                      |
|  | 1                           |                                                  |                             |   | CSKA Mosca           | 4                     |                       |                       | 1                  | CSKA Mosca         | 4                  |                    |                    |  |  |                      |                      |                      |
|  | 8                           | Slovan Bratislava                                | 0                           |   |                      | 7                     | Torpedo N. Novgorod   | 1                     |                    |                    |                    |                    |                    |  |  |                      |                      |                      |
|  | 8                           | Slovan Bratislava                                | 0                           |   |                      | 7                     | Torpedo N. Novgorod   | 1                     |                    |                    |                    |                    |                    |  |  |                      |                      |                      |
|  |                             |                                                  |                             |   |                      |                       |                       |                       |                    |                    |                    |                    |                    |  |  |                      |                      |                      |
|  | 2                           | Jokerit                                          | 2                           |   |                      |                       |                       |                       |                    |                    |                    |                    |                    |  |  |                      |                      |                      |
|  | 2                           | Jokerit                                          | 2                           |   |                      |                       |                       |                       |                    |                    |                    |                    |                    |  |  |                      |                      |                      |
|  | 7                           | Torpedo N. Novgorod                              | 4                           |   |                      |                       |                       |                       |                    |                    |                    |                    |                    |  |  |                      |                      |                      |
|  | 7                           | Torpedo N. Novgorod                              | 4                           |   |                      |                       |                       |                       | 1                  | CSKA Mosca         | 4                  |                    |                    |  |  |                      |                      |                      |
|  |                             |                                                  |                             |   |                      |                       |                       |                       | 1                  | CSKA Mosca         | 4                  |                    |                    |  |  |                      |                      |                      |
|  |                             | 6                                                | SKA S. Pietroburgo          | 0 |                      |                       |                       |                       |                    |                    |                    |                    |                    |  |  |                      |                      |                      |
|  | 3                           | 6                                                | SKA S. Pietroburgo          | 0 | Lokomotiv Jaroslavl' | 1                     |                       |                       |                    |                    |                    |                    |                    |  |  |                      |                      |                      |
|  | 3                           |                                                  |                             |   | Lokomotiv Jaroslavl' | 1                     |                       |                       |                    |                    |                    |                    |                    |  |  |                      |                      |                      |
|  | 6                           | SKA S. Pietroburgo                               | 4                           |   |                      |                       |                       |                       |                    |                    | Western Conference | Western Conference | Western Conference |  |  |                      |                      |                      |
|  | 6                           | SKA S. Pietroburgo                               | 4                           |   |                      |                       |                       |                       |                    |                    | Western Conference | Western Conference | Western Conference |  |  |                      |                      |                      |
|  |                             |                                                  |                             |   |                      |                       |                       |                       |                    |                    |                    |                    |                    |  |  |                      |                      |                      |
|  | 4                           | HC Soči                                          | 0                           |   | 5                    | Dinamo Mosca          | 2                     |                       |                    |                    |                    |                    |                    |  |  |                      |                      |                      |
|  | 4                           | HC Soči                                          | 0                           |   | 5                    | Dinamo Mosca          | 2                     |                       |                    |                    |                    |                    |                    |  |  |                      |                      |                      |
|  | 5                           | Dinamo Mosca                                     | 4                           |   |                      | 6                     | SKA S. Pietroburgo    | 4                     |                    |                    |                    |                    |                    |  |  |                      |                      |                      |

### Coppa Gagarin
La finale della Coppa Gagarin 2016 è stata una serie al meglio delle sette gare che ha determinato il campione della Kontinental Hockey League per la stagione 2015-16. A contendersi il titolo della Kubok Gagarina vi sono stati il CSKA Mosca, vincitore della Western Conference, mentre nella Eastern Conference si qualificò il Metallurg Magnitogorsk. Per il CSKA si trattò della prima finale di KHL, mentre il Magnitogorsk aveva conquistato il titolo nel 2014.

#### Serie
| Mosca 7 aprile 2016, ore 19:30 UTC+3 | CSKA Mosca | 5 – 1 (0-1; 3-0; 2-0) referto | Metallurg Magnitogorsk | Ledovyj sportivnyj kompleks CSKA (5.600 spett.) |

| Mosca 9 aprile 2016, ore 19:30 UTC+3 | CSKA Mosca | 1 – 2 (1-0; 0-1; 0-1) referto | Metallurg Magnitogorsk | Ledovyj sportivnyj kompleks CSKA (5.600 spett.) |

| Magnitogorsk 11 aprile 2016, ore 17:00 UTC+5 | Metallurg Magnitogorsk | 2 – 3 (d.t.s.) (0-0; 1-0; 1-2) referto | CSKA Mosca | Arena-Metallurg (7.700 spett.) |

| Magnitogorsk 13 aprile 2016, ore 17:00 UTC+5 | Metallurg Magnitogorsk | 1 – 0 (0-0; 0-0; 1-0) referto | CSKA Mosca | Arena-Metallurg (7.700 spett.) |

| Mosca 15 aprile 2016, ore 19:30 UTC+3 | CSKA Mosca | 1 – 2 (d.t.s.) (0-0; 0-0; 1-1) referto | Metallurg Magnitogorsk | Ledovyj sportivnyj kompleks CSKA (5.600 spett.) |

| Magnitogorsk 17 aprile 2016, ore 14:30 UTC+5 | Metallurg Magnitogorsk | 2 – 3 (d.t.s.) (0-1; 0-1; 2-0) referto | CSKA Mosca | Arena-Metallurg (7.700 spett.) |

| Mosca 19 aprile 2016, ore 19:30 UTC+3 | CSKA Mosca | 1 – 3 (0-1; 1-1; 0-1) referto | Metallurg Magnitogorsk | Ledovyj sportivnyj kompleks CSKA (5.600 spett.) |

## Classifica finale
| Pos. | Squadra            |
| ---- | ------------------ |
| 1    | Magnitogorsk       |
| 2    | CSKA Mosca         |
| 3    | Salavat Julaev     |
| 4    | SKA Pietroburgo    |
| 5    | Avangard Omsk      |
| 6    | Dinamo Mosca       |
| 7    | Sibir’ Novosibirsk |
| 8    | Torpedo N. Novg.   |
| 9    | Lok. Jaroslavl’    |
| 10   | Jokerit            |
| 11   | Soči               |
| 12   | Ak Bars Kazan’     |
| 13   | Admiral            |
| 14   | Avtomobilist       |
| 15   | Slovan Bratislava  |
| 16   | Neftechimik        |
| 17   | Barys Astana       |
| 18   | Dinamo Minsk       |
| 19   | Traktor Čeljabinsk |
| 20   | Medveščak          |
| 21   | Spartak Mosca      |
| 22   | Dinamo Riga        |
| 23   | Jugra C.-M.        |
| 24   | Vitjaz’ Podol’sk   |
| 25   | Amur Chabarovsk    |
| 26   | Lada Togliatti     |
| 27   | Severstal’         |
| 28   | Metallurg Novok.   |

### Premi KHL
Il 24 maggio 2016 la KHL tenne la cerimonia di premiazione per la stagione 2015-2016. Furono distribuiti in totale 23 diversi premi attribuiti a squadre, giocatori e dirigenti.
| Trofeo Golden Hockey Stick (MVP stagione regolare) | Sergej Mozjakin (Magnitogorsk) |
| Miglior allenatore                                 | Vjačeslav Bykov (SKA)          |
| Premio Aleksej Čerepanov (miglior rookie)          | Artëm Aljaev (Torpedo)         |

### KHL All-Star Team
| Attacco:  | Sergej Mozjakin - Jan Kovář - Aleksandr Radulov |
| Difesa:   | Nikita Zajcev - Chris Lee                       |
| Portiere: | Il'ja Sorokin                                   |

### Giocatori del mese
| Mese      | Portiere                          | Difensore                    | Attaccante                      | Rookie                         |
| --------- | --------------------------------- | ---------------------------- | ------------------------------- | ------------------------------ |
| Settembre | Aleksej Murygin (Lokomotiv)       | Mat Robinson (Dinamo Mosca)  | Sergej Mozjakin (Magnitogorsk)  | Roman Manuchov (Novokuzneck)   |
| Ottobre   | Alexander Salák (Sibir)           | Michail Pašnin (Lokomotiv)   | Nigel Dawes (Astana)            | Artëm Zub (Amur)               |
| Novembre  | Danny Taylor (Medveščak)          | Staffan Kronwall (Lokomotiv) | Anatolij Golyšev (Avtomobilist) | Aleksandr Polunin (Lokomotiv)  |
| Dicembre  | Dominik Furch (Avangard)          | Kevin Dallman (Barys)        | Danis Zaripov (Magnitogorsk)    | Vladislav Gavrikov (Lokomotiv) |
| Gennaio   | Il'ja Sorokin (CSKA)              | Mat Robinson (Dinamo Mosca)  | Vadim Šipačëv (SKA)             | Igor' Ustinskij (Avtomobilist) |
| Febbraio  | Aleksandr Erëmenko (Dinamo Mosca) | Anton Belov (SKA)            | Peter Regin (Jokerit)           | Artur Lauta (Avangard)         |
| Marzo     | Il'ja Sorokin (CSKA)              | Denis Denisov (CSKA)         | Sergej Mozjakin (Magnitogorsk)  | Jurij Sergienko (Torpedo)      |